# Mols Bjerge med kystvande
Mols Bjerge med kystvande este o arie protejată (arie specială de conservare — SAC, sit de importanță comunitară — SCI) din Danemarca întinsă pe o suprafață de 2.915 ha, integral pe uscat.

## Localizare
Centrul sitului Mols Bjerge med kystvande este situat la coordonatele 56°12′53″N 10°32′51″E / 56.214722°N 10.5475°E.

## Înființare
Situl Mols Bjerge med kystvande a fost declarat sit de importanță comunitară în august 2002 pentru a proteja 4 specii de animale. Situl a fost protejat și ca arie specială de conservare în decembrie 2011.

## Biodiversitate
Situată în ecoregiunile continentală și marină baltică, aria protejată conține 30 de habitate naturale: Lacuri și iazuri distrofice naturale, Golfuri mici largi și golfuri puțin adânci, Păduri de fag din Europa Centrală dezvoltate pe sol calcaros cu Cephalanthero-Fagion, Păduri de fag Luzulo-Fagetum, Păduri de fag Asperulo-Fagetum, Păduri de stejar sau de stejar și carpen sub-atlantice și medio-europene de Carpinion betuli, Păduri aluvionare cu Alnus glutinosa și Fraxinus excelsior (Alno-Padion, Alnion incanae, Salicion albae), Dune de coastă cu Juniperus spp., Formațiuni de Juniperus communis pe lande sau pajiști calcaroase, Dune mobile cu vegetație embrionară, Vegetație psamofilă uscată cu pășuni deschise de Corynephorus și Agrostis, Dune de coastă fixe cu vegetație erbacee („dune gri”), Mlaștini turboase de tranziție și turbării mișcătoare, Pajiști uscate seminaturale și facies de acoperire cu tufișuri pe substraturi calcaroase (Festuco-Brometalia) (* situri importante pentru orhidee), Izvoare petrifiante cu formare de travertin (Cratoneurion), Dune fixe decalcificate cu Empetrum nigrum, Depresiuni intradunale umede, Ape puternic oligomezotrofe cu vegetație bentonică cu Chara spp., Faleze cu vegetație de pe coastele atlantice și baltice, Lacuri eutrofice naturale cu vegetație de tip Magnopotamion sau Hydrocharition, Recifuri, Mlaștini alcaline, Bancuri de nisip acoperite în permanență slab de apă marină, Mlaștini împădurite, Păduri acidofile de stejar bătrân cu Quercus robur pe câmpii nisipoase, Formațiuni ierboase bogate în specii de Nardus, dezvoltate pe substraturi silicioase în zone montane (și în zone submontane, în Europa continentală), Pajiști cu Molinia pe soluri calcaroase, turboase sau argilos-nămoloase (Molinion caeruleae), Pajiști uscate europene, Pajiști calcaroase din nisipuri xerice, Cursuri de apă de la nivel de câmpie la nivel montan, cu vegetație Ranunculion fluitantis și Callitricho-Batrachion.
La baza desemnării sitului se află mai multe specii protejate:
- amfibieni (1): triton cu creastă (Triturus cristatus)
- mamifere (1): marsuin (Phocoena phocoena)
- nevertebrate (2): Vertigo angustior, Vertigo moulinsiana